# Centrum GovTech
Centrum GovTech – państwowa instytucja kultury z siedzibą w Warszawie podległa Ministerstwo Nauki i Szkolnictwa Wyższego powstała w 2023, w stanie likwidacji od 2024.

## Historia
Instytucja powstała w czerwcu 2023 na mocy zarządzenia Przemysława Czarnka, Ministra Edukacji i Nauki w drugim rządzie Mateusza Morawieckiego. Przedmiotem jej działania jest wspieranie rozwoju kultury innowacyjności w społeczeństwie oraz rozwoju społeczeństwa informacyjnego, w tym:
1. wspieranie rozwoju edukacji kulturalnej, w szczególności przez popularyzację wykorzystywania nowoczesnych technologii;
2. wspieranie rozwijania w społeczeństwie kompetencji kluczowych z perspektywy rozwoju gospodarczego i społecznego;
3. upowszechnianie wiedzy o nowoczesnych technologiach oraz ich znaczeniu dla rozwoju gospodarczego i społecznego oraz kultury;
4. wspieranie realizacji polityk publicznych związanych z innowacyjnością, rozwojem społeczeństwa informacyjnego, rozwojem kompetencji przyszłości, sektora kreatywnego i nowoczesnych technologii;
5. inicjowanie i wspieranie projektów badawczych, edukacyjnych i wydarzeń społecznych[1].

W grudniu 2023 powołano Antoniego Rytla na stanowisko dyrektora, z którego został dyscyplinarnie zwolniony w styczniu 2024 przez Ministra Nauki w trzecim rządzie Donalda Tuska Dariusza Wieczorka z powodu złamania polecenia wstrzymania się od wydatkowania środków publicznych. Na następcę powołano Damiana Gąsiorka. W tym samym miesiącu Dariusz Wieczorek postawił centrum w stan likwidacji z uwagi na wysokie koszty jego funkcjonowania niewspółmierne do zamierzonych do uzyskania przez Centrum efektów, a także możliwość realizowania zadań statutowych Centrum przez podmioty systemu szkolnictwa wyższego i nauki, których działalność statutowa jest związana ze wspieraniem rozwoju kultury innowacyjności w społeczeństwie oraz rozwoju społeczeństwa informacyjnego. Na likwidatora został powołany Michał Mirecki, co oznaczało jednocześnie odwołanie dyrektora Damiana Gąsiorka.  
W momencie ogłoszenia likwidacji centrum zatrudniało ok. 130 osób. 